# Сант'Анджело Лимозано
Сант'А̀нджело Лимоза̀но (на италиански: Sant'Angelo Limosano) е село и община в Южна Италия, провинция Кампобасо, регион Молизе. Разположено е на 894 m надморска височина. Населението на общината е 349 души (към 2010 г.).